# USS Fallujah (LHA-9)
«Фаллуджа» (англ. USS Fallujah (LHA-9)) — універсальний десантний корабель ВМС США типу «Америка».

## Історія створення
Універсальний десантний корабель «Фаллуджа» був замовлений 27 жовтня 2022 року. Свою назву отримав на честь двох битв біля міста Фаллуджа під час війни в Іраку.
Про назву повідомив Міністр військово-морських сил США Карлос Дель Торо 13 грудня 2022 року.